# Agabiformius spatula
Agabiformius spatula là một loài chân đều trong họ Porcellionidae. Loài này được Dollfus miêu tả khoa học năm 1905.